# Jobbrahúsz-barlang
A Jobbrahúsz-barlang a Duna–Ipoly Nemzeti Park területén lévő Pilis hegységben, a Nagy-Strázsa-hegyen található egyik barlang.

## Leírás
Esztergom-Kertvárosban helyezkedik el. Abban a kőfejtőben nyílik, amelyben a Sátorkőpusztai-barlang bejárata is van. A Sátorkőpusztai-barlang bejáratától körülbelül 20 méterre, északkeletre vannak a kettős bejáratú barlang nyílásai. Középső triász dachsteini mészkőben freatikus körülmények között jött létre. Hat méter hosszú és két egymásba nyíló gömbfülke alkotja. Kitöltését kevés borsókő, por és szemét jelenti. Barlangjáró felszerelés nem szükséges az egyszerűen megközelíthető, kormos falú, feliratokkal tarkított barlang megtekintéséhez.
1997-ben volt először Jobbrahúsz-barlangnak nevezve a barlang az irodalmában. A Jobbrahúsz-barlang nevet azért kapta, mert a Sátorkőpusztai-barlang bejáratától jobbra, 20 méterre vannak a bejáratai.

## Kutatástörténet
Az 1984-ben megjelent, Magyarország barlangjai című könyvben nincs említve a barlang, az országos barlanglistában sem. A Pilis hegység barlangjait felsoroló, 1991-ben összeállított kéziratban nem szerepel a barlang. 1997. május 29-én Regős József mérte fel a barlangot, majd a felmérés felhasználásával 1997. június 1-jén Kraus Sándor megszerkesztette a barlang alaprajz térképét és két keresztmetszet térképét. A térképeken 1:50 méretarányban van ábrázolva a barlang.
1997. május 29-én Kraus Sándor rajzolt helyszínrajzot, amelyen a Kis-Strázsa-hegy, Középső-Strázsa-hegy és Nagy-Strázsa-hegy barlangjainak földrajzi elhelyezkedése van ábrázolva. A rajzon látható a Jobbrahúsz névvel jelölt barlang földrajzi elhelyezkedése. Kraus Sándor 1997. évi beszámolójában az olvasható, hogy 1997 előtt is ismert volt a Jobbrahúsz-barlang, amelynek 1997-ben készült el a térképe. A jelentésbe bekerült az 1997-ben készült helyszínrajz.